# Chính quốc Pháp

Chính quốc Pháp

Chính quốc Pháp (tiếng Pháp: France métropolitaine hay la Métropole, hay thông tục l'Hexagone) là toàn bộ phần đất Pháp nằm ở châu Âu, bao gồm đảo Corse. Đối ngược với chính quốc là Nước Pháp hải ngoại (la France d'outre-mer, hay l'Outre-mer, hay thông dụng les DOM-TOM), tên gọi chung để chỉ các tỉnh (départements d'outre-mer hay DOM) và lãnh thổ hải ngoại thuộc Pháp (territoires d'outre-mer hay TOM).
Chính quốc Pháp và nước Pháp hải ngoại là hai tên gọi chính thức hợp thành Cộng hòa Pháp. Trong đó, lãnh thổ Chính quốc Pháp chiếm diện tích 81,8% và dân số 96,0% toàn nước Pháp.
Năm tỉnh hải ngoại – Martinique, Guadeloupe, Réunion, Guiana thuộc Pháp và Mayotte– đều có thể chế chính trị giống như Chính quốc Pháp.
Ở các vùng lãnh thổ hải ngoại thuộc Pháp, những cư dân đến từ Chính quốc Pháp thường được gọi là métro, viết gọn đi từ chữ métropolitain.